# Kapolei, Hawaii
Kapolei är en ort (CDP) i Honolulu County, i delstaten Hawaii, USA. Enligt United States Census Bureau har orten en folkmängd på 15 186 invånare (2010) och en landarea på 10,7 km².